# Пежо тип 175
Пежо тип 175 (фр. Peugeot Type 175) је био спортски аутомобил произведен између 1923. и 1924. године од стране француског произвођача аутомобила Пежо у њиховој фабрици у Оданкуру. У том периоду је произведено 303 јединице.
Аутомобил покреће четвороцилиндрични мотор запремине 2951 cm³ и снаге 65 КС. Мотор је смештен напред и преко карданског преноса давао је погон на задње точкове. Максимална брзина овог модела била је 100 км/ч.
Међуосовинско растојање је 3090 mm, размак точкова 1380 mm напред а 1390 mm позади, дужина возила је 4205 mm, и ширина возила 1650 mm. Каросерија је торпедо спорт са местом за четири особе. Каросерија је направљена у комбинацији дрво челик са поклопцем од алуминјума. Модел 175 торпедо гранд је победио у трци Париз-Ница дужине 1100 км у класи тролитарских мотора.

## Галерија
- Пежо тип 175
- Мотор Пежоа тип 175
- Пежо тип 175, торпедо спорт